# Heinz Heinen
Heinz Heinen (* 14. September 1941 in Sankt Vith, Belgien; † 21. Juni 2013 in Trier) war ein deutsch-belgischer Althistoriker. Er lehrte von 1971 bis 2006 als Professor für Alte Geschichte an der Universität Trier.

## Leben und Wirken
Heinz Heinen besuchte den altsprachlichen Zweig der Bischöflichen Schule Sankt Vith. Von 1959 bis 1964 studierte er Klassische Philologie und Alte Geschichte an der Katholischen Universität Löwen in Belgien. Anschließend war er 1964/65 Stipendiat des Deutschen Akademischen Austauschdienstes an der Universität Tübingen und 1965/66 Wissenschaftlicher Mitarbeiter von Karl Friedrich Stroheker am Althistorischen Seminar in Tübingen. Im Jahr 1966 wurde Heinen dort bei Hermann Bengtson mit der Arbeit über Rom und Ägypten von 51 bis 47 v. Chr. promoviert. Danach leistete er den Militärdienst in Belgien und erlernte die russische Sprache. Er wurde 1968 Wissenschaftlicher Mitarbeiter bei Hermann Bengtson am Althistorischen Seminar der Universität München, wo er sich 1970 habilitierte mit der Arbeit Untersuchungen zur hellenistischen Geschichte des 3. Jahrhunderts v. Chr. Zur Geschichte der Zeit des Ptolemaios Keraunos und zum Chremonideischen Krieg. Am 1. März 1970 wurde Heinen zum Wissenschaftlichen Rat und außerplanmäßigen Professor an der Universität des Saarlandes berufen.
Schon 1971 erfolgten zwei Rufe auf ordentliche Professuren für Alte Geschichte an den Universitäten Düsseldorf und Trier. Heinen nahm den Ruf nach Trier an, wo er vom 29. November 1971 bis zu seiner Emeritierung zum 1. Oktober 2006 35 Jahre lang ordentlicher Professor für Alte Geschichte und 1974/75 Dekan des Fachbereiches III war. Einen Ruf an die Universität Freiburg lehnte er 1980 ab. Seit 2002 war er Vorsitzender der Kommission für Geschichte des Altertums an der Mainzer Akademie der Wissenschaften und der Literatur. Seit 2000 leitete er – bis zu dessen Tod 2002 zusammen mit Heinz Bellen, ab 2010 gemeinsam mit Winfried Schmitz – das Akademieprojekt Forschungen zur antiken Sklaverei. Im Sonderforschungsbereich Fremdheit und Armut. Wandel von Inklusions- und Exklusionsformen von der Antike bis zur Gegenwart leitete Heinen das Teilprojekt Roms auswärtige „Freunde“. Seine Abschiedsvorlesung hielt er im November 2006 zum Thema Der Sieg des Kreuzes. Von der Kreuzesvision Constantins zur Entdeckung des Kreuzes.
Hauptforschungsbereiche Heinens waren das griechisch-römische Ägypten, Trier und das Trevererland in römischer Zeit, der nördliche Schwarzmeerraum in der Antike, die russische Historiographie sowie die antike Sklaverei. Zum Thema Trier und Trierer Land in römischer und frühchristlicher Zeit (Augusta Treverorum) hat er mehrere Bücher verfasst. Er veröffentlichte 2003 eine knappe Darstellung über die Geschichte des Hellenismus auf 128 Seiten. Mit mehreren Kollegen hat er den ersten Band der Trierer Bistumsgeschichte herausgegeben. Heinen war seit 1975 Mitglied der katholischen Studentenverbindung KDStV Churtrier zu Trier im CV, seit 1983 Korrespondierendes Mitglied des Deutschen Archäologischen Instituts, seit 1991 Ausländisches Mitglied der Koninklijke Vlaamse Academie van België voor Wetenschappen en Kunsten in Brüssel, seit 1997 Membre honoraire de l’Institut Grand-Ducal de Luxembourg, Section des Sciences Historiques, seit 1998 Ordentliches Mitglied der Mainzer Akademie der Wissenschaften und der Literatur und seit 2009 korrespondierendes Mitglied der Akademie der Wissenschaften zu Göttingen. Für seine Verdienste für den Austausch zwischen westeuropäischer und russischer Forschung wurde er 2000 Ehrenmitglied der Russischen Vereinigung für Altertumsforscher in Moskau. Mit deren Präsidenten, dem Indologen Grigory Bongard-Levin, hatte sich über viele Jahre eine gute Zusammenarbeit entwickelt.
Heinen leitete verschiedene Projekte: 1995–1998 Greek States and Native Peoples of the Northern Black Sea Coast in the Period of the Greek Colonization bei der International Association for the Promotion of Cooperation with Scientists from the Independent States of the Former Soviet Union (INTAS), 2001–2006 Der Kult des Achilleus im nördlichen Schwarzmeerraum im Rahmen des Schwerpunktprogramms Formen und Wege der Akkulturation im östlichen Mittelmeerraum und Schwarzmeergebiet in der Antike der Deutschen Forschungsgemeinschaft, 2002–2008 Entstehung und Entwicklung einer multikulturellen Gesellschaft im griechisch-römischen Ägypten.

## Schriften (Auswahl)
Aufsatzsammlungen
- Vom hellenistischen Osten zum römischen Westen. Ausgewählte Schriften zur Alten Geschichte (= Historia Einzelschriften. Band 191). Herausgegeben von Andrea Binsfeld und Stefan Pfeiffer. Franz Steiner, Stuttgart 2006, ISBN 3-515-08740-0.
- Kleopatra-Studien. Gesammelte Schriften zur ausgehenden Ptolemäerzeit (= Xenia. Konstanzer Althistorische Vorträge und Forschungen. Heft 49). Universitätsverlag Konstanz, Konstanz 2009, ISBN 978-3-87940-818-4.

Monographien
- Rom und Ägypten von 51 bis 47 v. Chr. Untersuchungen zur Regierungszeit der 7. Kleopatra und des 13. Ptolemäers. Dissertation, Universität Tübingen 1967.
- Untersuchungen zur hellenistischen Geschichte des 3. Jahrhunderts v. Chr. Zur Geschichte der Zeit des Ptolemaios Keraunos und zum Chremonideischen Krieg (= Historia Einzelschriften. Heft 20). Franz Steiner, Wiesbaden 1972.
- Trier und das Trevererland in römischer Zeit (= 2000 Jahre Trier. Band 1). Spee-Verlag, Trier 1985, ISBN 3-87760-065-4; 2., leicht überarbeitete Auflage 1988; 3. Auflage 1993.
- Frühchristliches Trier. Von den Anfängen bis zur Völkerwanderung. Paulinus-Verlag, Trier 1996, ISBN 3-7902-0178-2.
- Geschichte des Hellenismus. Von Alexander bis Kleopatra (= C. H. Beck Wissen). C. H. Beck, München 2003, ISBN 3-406-48009-8; 2., durchgesehene Auflage 2007; 3. Auflage 2013; spanische Übersetzung 2007.
- Antike am Rande der Steppe. Der nördliche Schwarzmeerraum als Forschungsaufgabe (= Abhandlungen der Geistes- und Sozialwissenschaftlichen Klasse der Akademie der Wissenschaften und der Literatur Mainz. Jahrgang 2006, Nummer 5). Franz Steiner, Stuttgart 2006, ISBN 978-3-515-08921-0.

Herausgeberschaften
- Die Geschichte des Altertums im Spiegel der sowjetischen Forschung (= Erträge der Forschung. Band 146). Wissenschaftliche Buchgesellschaft, Darmstadt 1980, ISBN 3-534-07314-2.
- Althistorische Studien. Hermann Bengtson zum 70. Geburtstag dargebracht von Kollegen und Schülern (= Historia Einzelschriften. Heft 40). Franz Steiner, Wiesbaden 1983, ISBN 3-515-03230-4.
- mit Hans Hubert Anton, Winfried Weber: Im Umbruch der Kulturen. Spätantike und Frühmittelalter (= Geschichte des Bistums Trier. Band 1). Paulinus-Verlag, Trier 2003, ISBN 3-7902-0271-1.
- Menschenraub, Menschenhandel und Sklaverei in antiker und moderner Perspektive. Ergebnisse des Mitarbeitertreffens des Akademievorhabens „Forschungen zur antiken Sklaverei“ (Mainz, 10. Oktober 2006) (= Forschungen zur antiken Sklaverei. Band 37). Franz Steiner, Stuttgart 2008, ISBN 978-3-515-09077-3.
- Antike Sklaverei – Rückblick und Ausblick. Neue Beiträge zur Forschungsgeschichte und zur Erschließung der archäologischen Zeugnisse (= Forschungen zur antiken Sklaverei. Band 38). Franz Steiner, Stuttgart 2010, ISBN 978-3-515-09413-9.
- Kindersklaven – Sklavenkinder. Schicksale zwischen Zuneigung und Ausbeutung in der Antike und im interkulturellen Vergleich. Beiträge zur Tagung des Akademievorhabens Forschungen zur Antiken Sklaverei (Mainz, 14. Oktober 2008) (= Forschungen zur antiken Sklaverei. Band 39). Franz Steiner, Stuttgart 2012, ISBN 978-3-515-09414-6.
- Handwörterbuch der antiken Sklaverei (= Forschungen zur antiken Sklaverei. Beiheft 5). 3 Bände, Franz Steiner, Stuttgart 2017, ISBN 978-3-515-10161-5 (zuvor bereits in mehreren Lieferungen auf CD-Rom).